# کپسول داخلی
کپسول داخلی (به انگلیسی: Internal capsule) عبارت است از یک تیغه عصبی سفید رنگ به قطر ۵ تا ۱۰ میلی‌متر که از سمت داخل به هسته دمدار (Caudate nucleus)، تالاموس و ناحیه زیرتالاموسی (ساب تالاموس) محدود بوده، از طرف خارج مجاور هسته عدسی (Lenticular, or Lentiform nucleus) است و از سمت پایین در امتداد پایه مغزی قرار دارد. این ناحیه همانند کپسول خارجی قسمتی از بافت سفید در هر نیمکره مغزی است.

## ساختمان کپسول داخلی
اجزای کپسول داخلی عبارتنداز:
- بازوی جلویی (قدامی)[۴]
- ناحیه زانویی (Genu)
- بازوی پشتی (خلفی)[۵]
- قسمت پشت عدسی[۶]
- قسمت زیر عدسی[۷]

### زانوی کپسول داخلی
زانوی کپسول داخلی حاوی فیبرهای قشری هسته‌ای (قشری بصل النخاعی) است که از قشر حرکتی مغز منشأ گرفته و به هسته‌های حرکتی اعصاب مغزی در ساقه مغز می‌روند.

### بازوی جلویی کپسول داخلی
بازوی جلویی یا قدامی شامل دو دسته فیبر است:
- فیبرهای پیشانی پلی[۱۰] که از قشر پیشانی به پل مغزی می‌روند.
- فیبرهای تالاموسی قشری[۱۱] که هسته‌های جلویی و داخلی تالاموس را به لوب پیشانی ارتباط می‌دهند.

### بازوی پشتی کپسول داخلی
این قسمت دارای دو دسته فیبر است:
- فیبرهای قشری نخاعی[۱۲] که راه هرمی را ایجاد می‌کنند
- فیبرهای حسی که از بدن به طرف قشر حسی مغز می‌روند

### قسمت پشت عدسی کپسول داخلی
این منطقه از فیبرهایی تشکیل می‌شوند که از هسته زانویی خارجی تالاموس به قشر پس سری مغز می‌روند، فیبرهایی که درارتباط با با دستگاه بینایی هستند که پس از خروج از هسته زانویی خارجی، تشعشع بینایی را می‌سازند.

### قسمت زیر عدسی کپسول داخلی
این بخش درارتباط با فیبرهای مربوط به اطلاعات شنوایی است که از هسته زانویی داخلی تالاموس می‌آیند. این فیبرها درارتباط با دستگاه شنوایی هستند که پس از خروج از هسته زانویی داخلی، تشعشع شنوایی را می‌سازند و آکسون‌ها از طریق تشعشع شنوایی به ناحیه شنوایی اولیه در لوب گیجگاهی می‌روند.
فیبرهای دیگر این قسمت از کپسول داخلی شامل:
- فیبرهای گیجگاهی پلی[۱۵]
- فیبرهای آهیانه‌ای پلی[۱۶]

## خونرسانی کپسول داخلی
تغذیه عروقی کپسول داخلی از طریق شاخه‌هایی از شریان‌های زیر است:
- شریان مغزی میانی (MCA)
- شریان مغزی جلویی (ACA) یا قدامی
- شریان کوروئیدال جلویی (قدامی)
- شریان قاعده‌ای (بازیلر)

شریان مغزی میانی به قسمت زانویی، نیمه فوقانی بازوی جلویی وپشتی خونرسانی می‌کند (ازطریق شریان‌های Lenticulostriate). شریان مغزی جلویی به وسیلهٔ شریان راجعه هوبنر در تغذیه خونی نیمه تحتانی بازوی جلویی و شریان کوروئیدال جلویی در خونرسانی نیمه تحتانی بازوی پشتی کپسول داخلی نقش دارند. گاهی شریان قاعده‌ای (بازیلر) از طریق شریان‌های Thalamoperforator به نیمه تحتانی بازوی پشتی کپسول داخلی خون دهی می‌کنند.

## نگارخانه

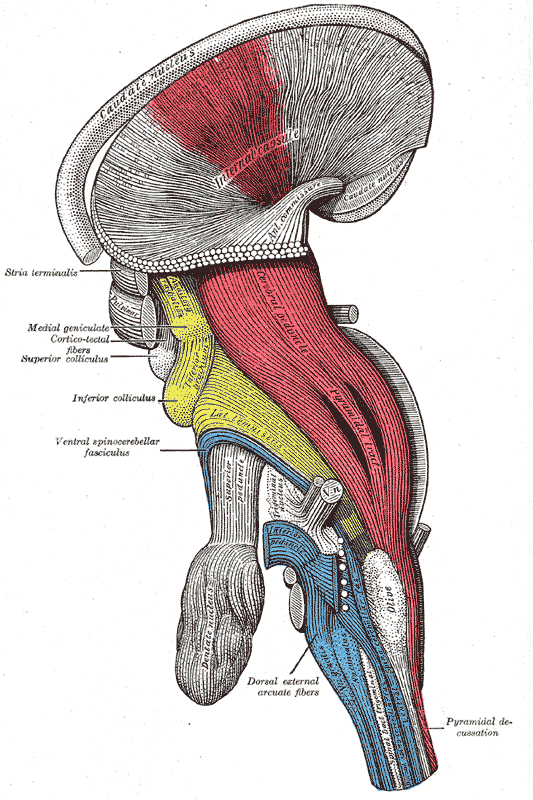
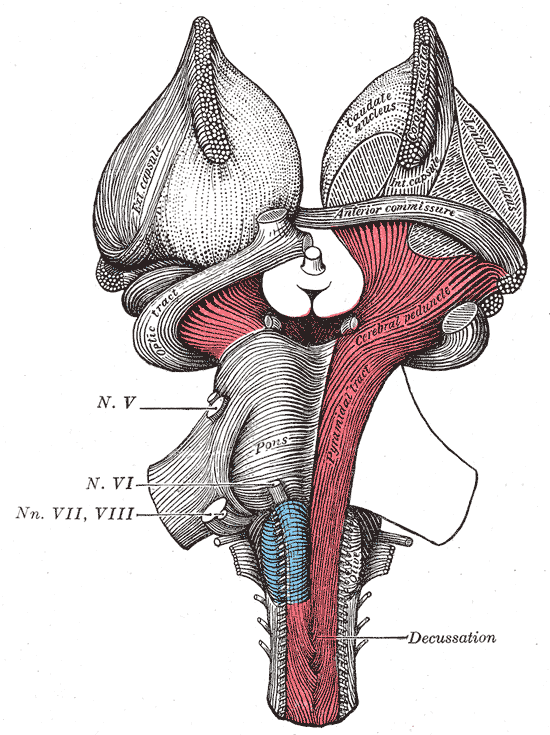
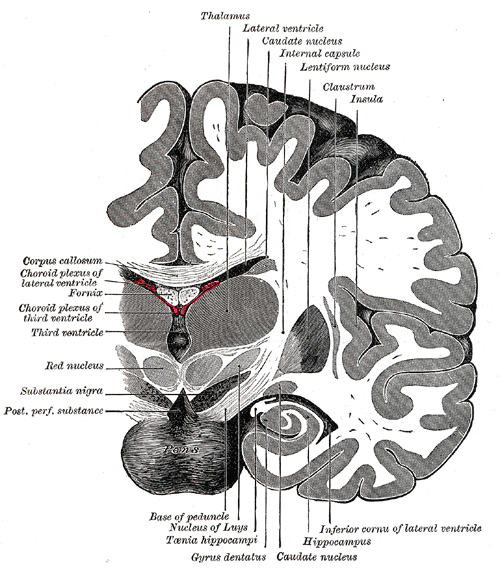
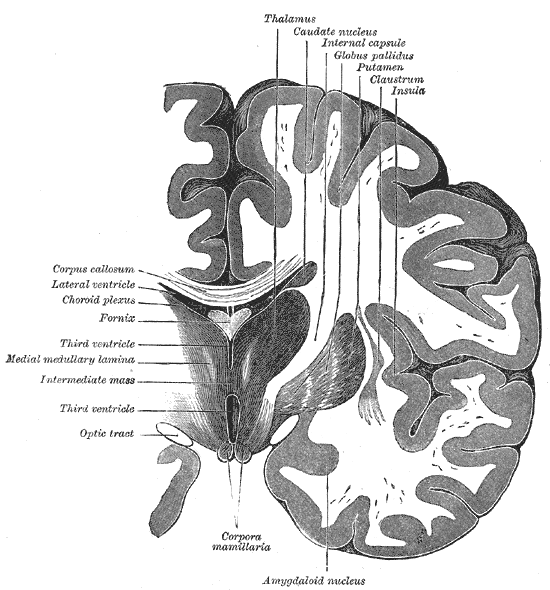
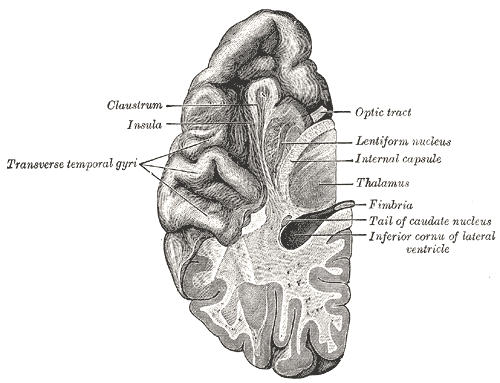
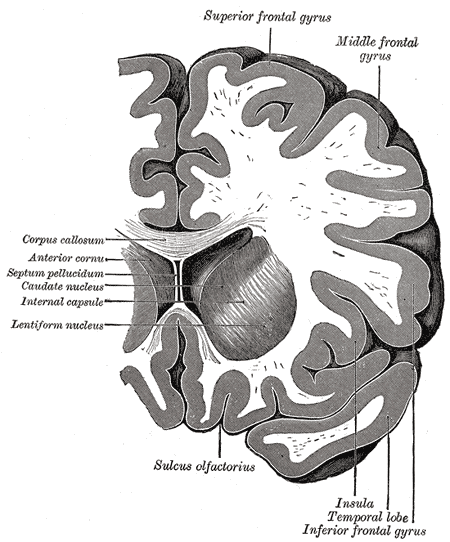
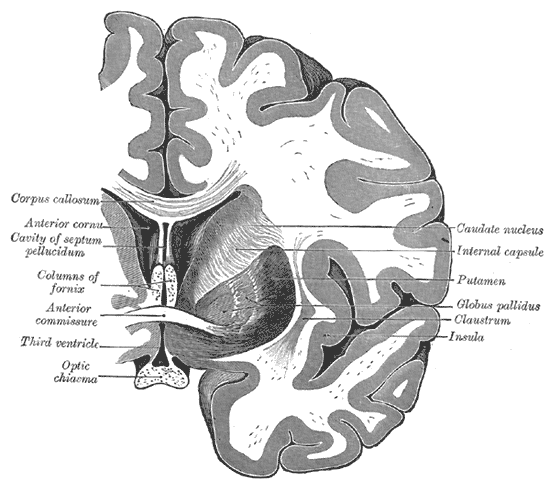
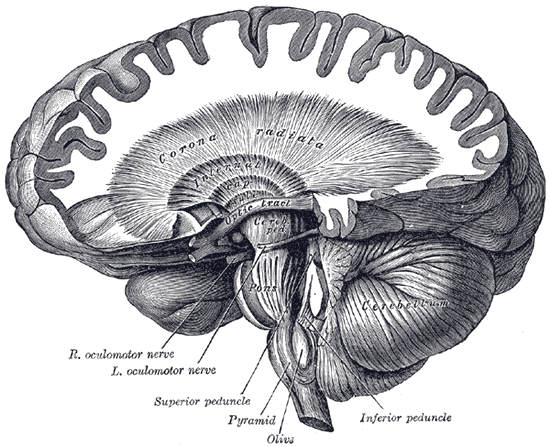
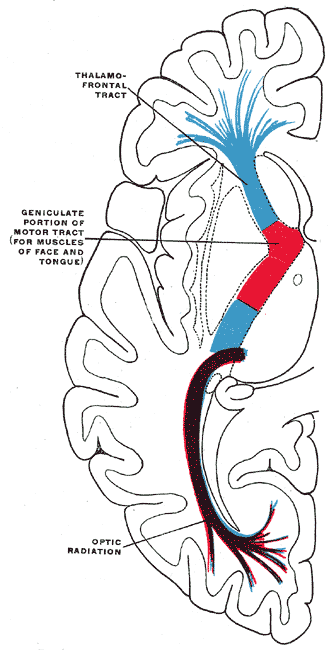
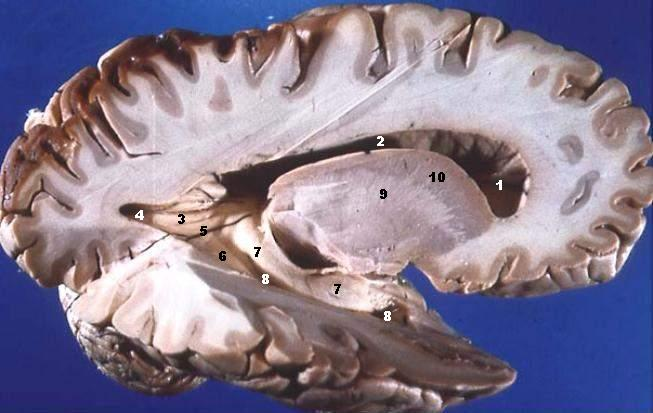
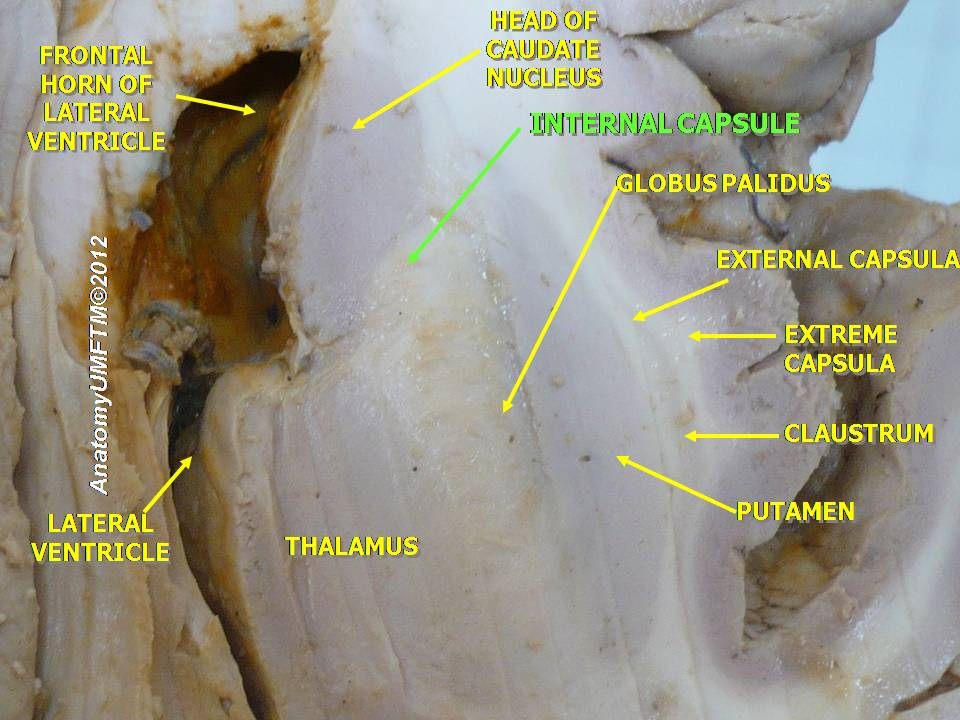
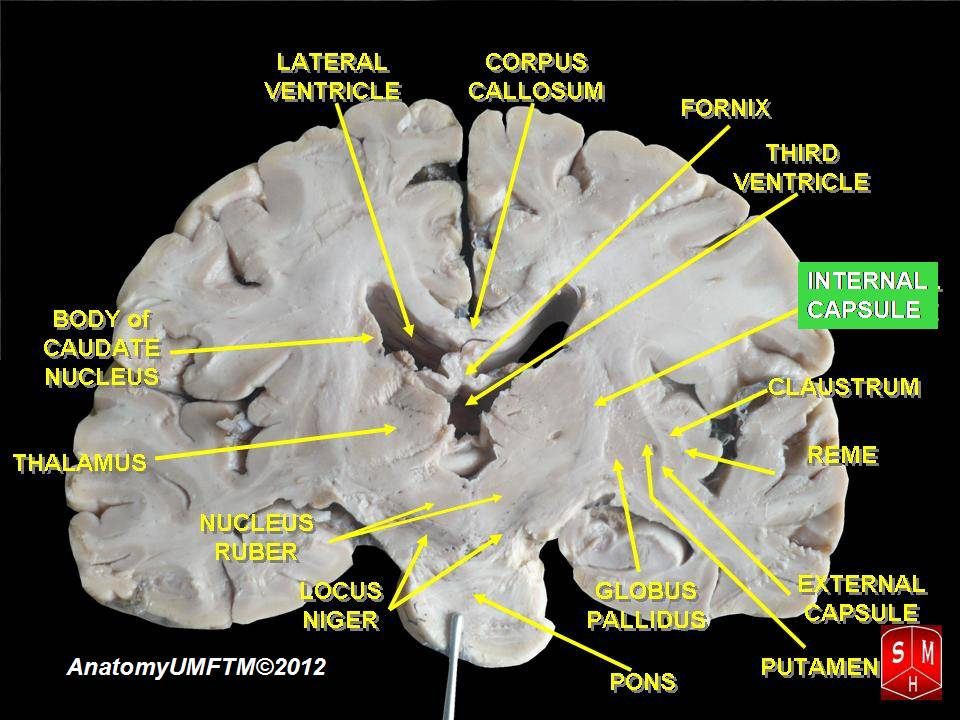